# Діденко Лілія Михайлівна
Лі́лія Михайлівна Діде́нко (пом. 4 квітня 1988) — російська та українська футболістка, захисниця.

## Клубна кар'єра
Футбольну кар'єру розпочала 2005 року в складі київського «Атексу», кольори якого захищала до 2007 року.
У сезоні 2007—2008 виступала в чемпіонаті України з міні-футболу (футзалу) за київську команду «НУХТ». За кілька турів до фінішу команда йшла в групі лідерів чемпіонату, а сама Лідія лідирувала в суперечці бомбардирів (11 голів).
У 2008 році разом з групою футболісток з України перейшла в російський клуб «Енергія» (Воронеж). Зіграла 9 матчів у вищій лізі Росії. Наступного року повернулася до України, де до 2011 року знову виступала за «Атекс».
В 2010 році у складі ФК «Надія». Станом на середину 2010-х років виступала в вищій лізі України за «Атекс-СДЮШОР-16» (Київ).